# Literatur (Schnitzler)
Literatur ist ein Lustspiel in einem Akt von Arthur Schnitzler. 1901 entstanden, gehört es gemeinsam mit drei anderen zum Einakterzyklus Lebendige Stunden. Das Stück wurde mit den anderen am 4. Januar 1902 im Deutschen Theater Berlin uraufgeführt.
Vor die Wahl zwischen Schriftstellerei und Ehe gestellt, entscheidet sich Margarethe für ihren Bräutigam Baron Clemens.

## Inhalt
Gilbert schaut bei seiner ehemaligen Geliebten Margarethe vorbei. Im Dialog ergibt sich, beide haben die Geschichte ihrer verflossenen Beziehung in jeweils einem Roman verarbeitet. Natürlich hat jeder der beiden Autoren die Spuren kräftig verwischt. Ein Lapsus ist allerdings unterlaufen. Beide Schriftsteller haben ihren Briefwechsel Wort für Wort in den jeweiligen Romantext eingefügt.
Die oben genannte Wahl zwischen Schriftstellerei und der Ehe mit dem Baron fällt Margarethe leicht. Stellt die Ehe doch ganz nebenbei die elegante Lösung des Problems der publizierten Liebesbriefe dar. Margarethe lässt ihren kurz vor der Auslieferung stehenden Roman einstampfen, wirft das Exemplar, das der Baron von einem Besuch des Verlegers mitbringt, ins Feuer und gibt sich heiratswillig.

## Rezeption
- Farese nennt jene Schriftsteller Heuchler, die Liebeserlebnisse ausschlachten.[1]
- Nach Sprengel[2] spiele Schnitzler in dem Stück auf Begebenheiten in Münchner Künstlerkreisen an.

## Verfilmungen
- „Literatur“. Regie: Arthur Maria Rabenalt. ARD, BR 1965. Mit Hanns Otto Ball, Robert Dietl und Sylvia Lydi.
- „Literatur“. Regie: Ernst Wolfram Marboe. ORF 1970
- „Literatur“. Regie: Wolfgang Glück. ORF, ZDF 1975. Mit Christine Ostermayer, Helmuth Lohner und Otto Schenk.

## Hörspiele
Einträge 60 bis 67 in: Hörspiele (Memento vom 5. Dezember 2008 im Internet Archive)
- „Literatur“. Erstsendung am 2. Februar 1947. Regie: Otto Ambros. ORF-Studio Wien.
- „Literatur“. Erstsendung am 22. November 1949. Regie: Hannes Tannert. SWF. Mit Irmgard Weyrather als Margarete, Wolfgang von Rotber als Clemens und Alois Garg als Gilbert.
- „Literatur“. Erstsendung am 15. Februar 1953. Regie: Hans Thimig. ORF-Studio Wien.
- „Literatur“. Erstsendung am 3. Juni 1953. ORF-Studio Steiermark.
- „Literatur“. Erstsendung am 15. Dezember 1954. Regie: Hans Thimig. ORF-Studio Wien. Mit Alma Seidler als Margarete, Egon von Jordan als Clemens und Leopold Rudolf als Gilbert.
- „Literatur“. Erstsendung am 30. November 1958. Regie: Theodor Steiner. HR. Mit Ina Peters als Margarete, Dietmar Schönherr als Clemens und Gustl Weishappel als Gilbert.
- „Literatur“. Erstsendung am 8. September 1963. Regie: Joachim Hoene. SDR Heidelberg. Mit Elfriede Irrall als Margarete, Walter Kohut als Clemens und Ernst Stankovski als Gilbert.